# Arraksbulle

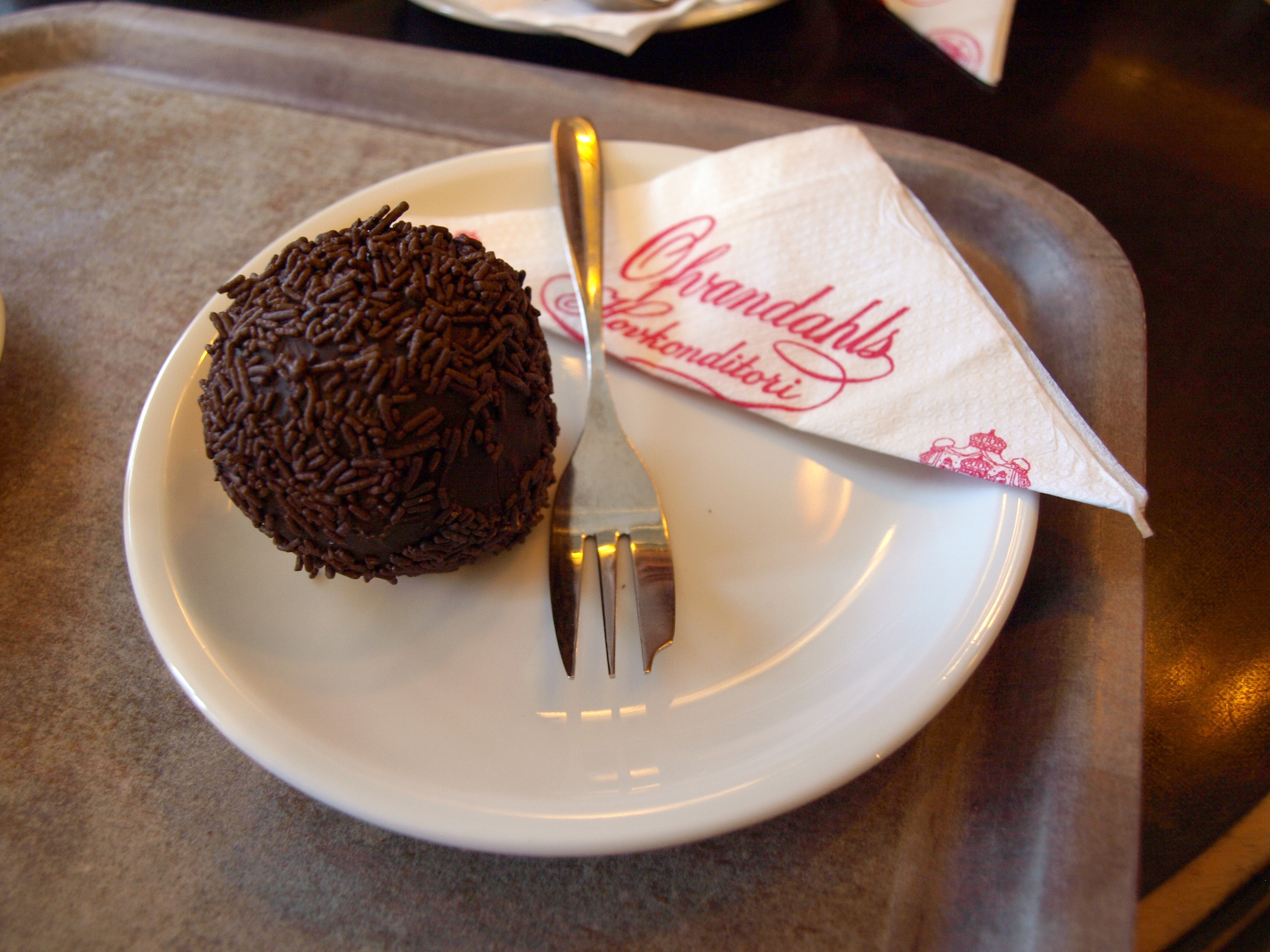
Arraksboll.

La arraksboll (plural arraksbollar), un tipo de bola de ron, es una especialidad típica de la cocina sueca.
La arraksboll, que también se conoce como arraksbulle o rombolle, consiste principalmente en margarina, avena desmenuzada (reemplazándose a veces la mitad por galletas picadas finas), azúcar, cacao en polvo, azúcar vainillada y arrack, crema de ron o ron auténtico. Con esta masa se hacen bolas pequeñas, que la mayoría de las veces se recubren con virutas de chocolate.
La arraksboll no debe confundirse con la chokladboll, otra especialidad sueca. Ambas tienen la misma forma y habitualmente el mismo tamaño, pero normalmente las chokladbollar se recubre de coco rallado y no contiene el aroma de arrack o ron de la arraksboll.